# 足立区役所

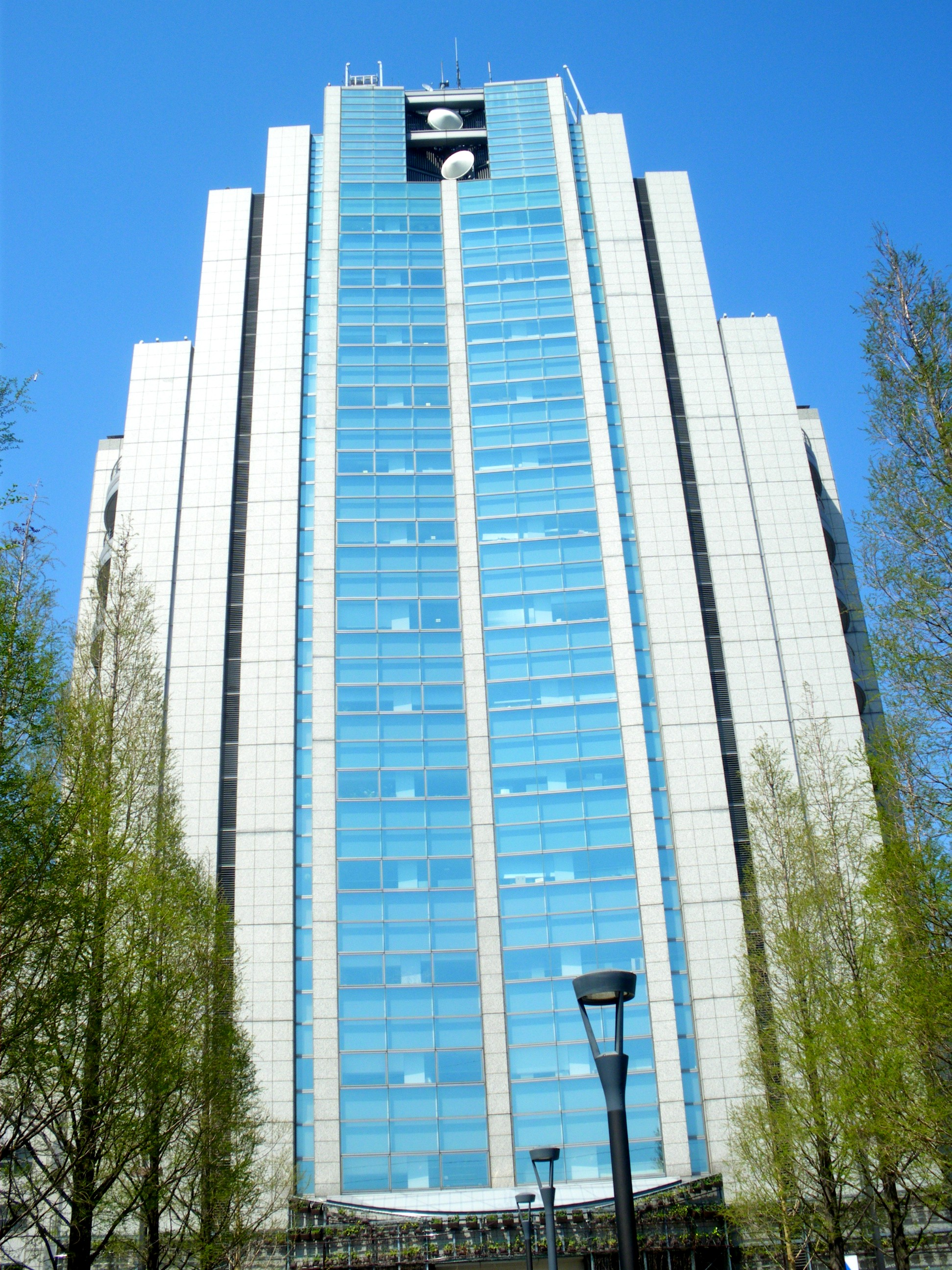
南館

足立区役所（あだちくやくしょ）は、特別地方公共団体（特別区）である足立区の役所、およびその組織が入る施設である。庁舎は前身の千住町時代から長らく千住にあったが、老朽化により、1986年（昭和61年）4月に開設された中央本町庁舎（現庁舎の北館）の隣接地に増築する形で、1996年（平成8年）5月に統合された。

## 本庁舎

### 庁舎概要
| 北館    | 北館 |
| ------- | --- |
| 4階     | 道路管理課、交通安全対策課、街路課、区画整理課、補償工事（土木部）、職員労働組合 |
| 3階     | 計画調整課、調整（土木部）、交通・道路計画（土木部）、公園課、公園管理（土木部）、公園活用担当（土木部）、工事課                                                                                 |
| 2階     | 国民健康保険課、高齢医療・年金課、医療制度改革課、あだちワークセンター、喫茶室 |
| 1階     | 介護保険課、介護サービス適正化（福祉部）、中部福祉事務所、中部中地区担当、中部東地区担当、北館案内                                                                                               |
| 中央館  | |
| 8-6階   | 区議会（議場傍聴席、特別委員会室、特別会議室、議場、委員会室、議長室、副議長室、各党控室、区議会事務局）                                                                                         |
| 5階     | 情報システム課、システム再構築（政策経営部） |
| 4階     | 障害福祉課、自立支援課、建築調整課、建築審査課、開発指導課 |
| 3階     | 福祉管理課、高齢サービス課、子育て支援課、子ども施策推進担当（子ども家庭部）、保育課 |
| 2階     | 区政相談課、協働推進課、区政資料室、庁舎ホール |
| 1階     | 課税課、納税課、区民ロビー、喫茶コーナー、赤ちゃん休憩室、総合案内 |
| B1階    | 夜間休日受付 |
| 南館    | |
| 14階    | 展望レストラン 「食堂ソラノシタ 株式会社一歩一歩」 |
| 13-12階 | 会議室 |
| 11階    | 契約課、計画課、温暖化対策課、環境保全課、社会福祉協議会 |
| 10階    | 人事課、職員厚生課 |
| 9階     | 政策課、財政課、広報課、報道（政策経営部）、総務課、法務課、コンプライアンス推進課、財産活用課、施設更新担当（資産管理部）                                                                       |
| 8階     | 区長室、副区長室、秘書課、庁議室 |
| 7階     | 危機管理課、災害対策課、防災担当（危機管理室）、施設課、庁舎調整（資産管理部）、防災センター |
| 6階     | 教育長室、教育政策課、学校適正配置担当（学校教育部）、生涯学習課、文化課、選挙管理委員会事務局、監査事務局、監査担当（監査事務局）                                                               |
| 5階     | 教育改革推進課、学校施設課、学務課、教育指導室、教職員課 |
| 4階     | 都市計画課、地区調整（都市整備部）、まちづくり課、拠点担当（都市整備部）、密集地域整備課、市街地整備課、鉄道立体化（市街地整備・立体化推進室）、調整（市街地整備・立体化推進室）、まちづくり公社 |
| 3階     | 区民課、特命（区民部）、住居表示担当、住民記録係、住区推進課、住区制度改革（区民部）、定額給付金担当課、産業政策課、就労支援課、観光交流課、足立区観光交流協会、産業振興課、農業委員会           |
| 2階     | 会計管理室、衛生管理課、保健計画（衛生部）、足立保健所健康推進課 |
| 1階     | 戸籍住民課、中央本町区民事務所、南館案内 |

### 窓口受付時間
- 午前8時30分から午後5時
- 土曜日・日曜日・祝日・年末年始（12月29日～翌年1月3日）を除く
- 第4日曜日に休日開庁を一部窓口で実施

### 所在地
- 〒120-8510
- 東京都足立区中央本町一丁目17番1号

### アクセス

#### 鉄道
東武伊勢崎線
- 梅島駅より徒歩12分
- 五反野駅より徒歩15分

#### バス
都営バス・東武バスセントラル・日立自動車交通「足立区役所」下車

#### 駐車場
- 時間　平日：午前8時から午後10時/休日：午前8時30分から午後10時
- 台数　194台
- 料金　30分100円（平日の午前8時30分から午後5時15分の間は1時間無料）

## 千住合同庁舎

### 所在地
- 〒120-0036
- 東京都足立区千住仲町19番3号

### アクセス
- 北千住駅西口より徒歩10分